# Konform fältteori
En konform fältteori (CFT), är en modell inom kvantmekaniken som är invariant vid konforma transformeringar.
Strängteori är matematiskt en konform fältteori i två dimensioner. Inom forskning används även konform fältteori för studier av kritiska fenomen och fasövergångar och den har viktiga tillämpningar inom strängteori, statistisk mekanik och kondenserade materiens fysik.  Teorin föreslogs först av Leigh Page och Norman I. Adams.